# 張求可
張求可（1515年—？年），字中甫，號槐麓，四川成都府內江縣人，明朝政治人物。

## 生平
治《易經》，由國子生中式嘉靖十六年（1537年）丁酉科四川鄉試第五十二名舉人，年三十九歲中式嘉靖三十二年（1553年）癸丑科會試第一百三十七名，第三甲第二十名進士。都察院观政，授湖广石首知县，起复补滑县、蠡县。隆慶時任戶部督餉郎中。四十三年任陕西三原縣知縣，升知府，降補赵州知州，以久不赴任被弹劾，勒令致仕。

## 家族
曾祖張時宗，贈推官；祖張拱，南京戶部郎中；父張璵；母宋氏。慈侍下，妻楊氏，兄適可；際可，弟見可（生员）；其可；行可；進可；朞可；永可；孚可；仕可。